# Мусабеков, Фирдавсбек Улугбек угли
Фирдавсбек Улугбек угли Мусабеков (узб. Firdavsbek Ulug'bek og'li Musabekov; род. 1997, Андижан) — узбекский пловец-паралимпиец, член сборной Узбекистана. Олимпийский чемпион Летних Паралимпийских игр 2016, участник Летних Паралимпийских игр 2020, серебряный призёр Чемпионата мира, победитель и призёр Летних Параазиатских игр.

## Карьера
С 2008 года начал заниматься плаванием в родном городе Андижан в спортивном клубе «Делфин». С 2015 года принимает участие на международных соревнованиях.
В 2016 году на Летних Паралимпийских играх в Рио-де-Жанейро (Бразилия) выиграл золотую медаль на дистанции 100 метров брассом SB13 с результатом 1: 04.94 вместе с украинским пловцом Алексеем Фединым. В этом же году президент Узбекистана Шавкат Мирзиёев наградил Мусабекова почетным званием «Узбекистон ифтихори» («Гордость Узбекистана»).
В 2018 году на международной паралимпийской мировой серии по плаванию в Берлине (Германия) на дистанции 50 метров брассом завоевал серебряную медаль, а на 200 метровке этим же стилем получил бронзовую медаль. В этом же году на Летних Параазиастких играх в Джакарте (Индонезия) занял первое место на дистанции 100 метров брассом в категории SB13, а на дистанции 200 метров комплексом завоевал серебряную медаль в категории SM13.
В 2019 году на Чемпионате мира по паралимпийскому плаванию в Лондоне (Великобритания) в заплыве на дистанцию 100 метров брассом в категории SB13 завоевал серебряную медаль. В 2021 году на Летних Паралимпийских играх в Токио (Япония) в финальном заплыве на дистанции 100 м брассом в категории SB13 финишировал четвёртым с результатом 1:05.85.